# Río Orinoco
El río Orinoco es uno de los ríos más importantes de América del Sur (además del río Amazonas) que nace y discurre por Venezuela, en un tramo de su recorrido hace de frontera con Colombia. Es el cuarto río sudamericano más largo — 2140 km— y, con un caudal promedio 39 000 m³/s, es el tercer río más caudaloso del mundo, después del Amazonas y del Congo. Su cuenca tiene una superficie de casi 989 000 km², de los que el 65 % quedan en territorio venezolano y el 35 % restante en territorio colombiano. 
El nombre del río proviene del otomaco Orinucu.

## Historia

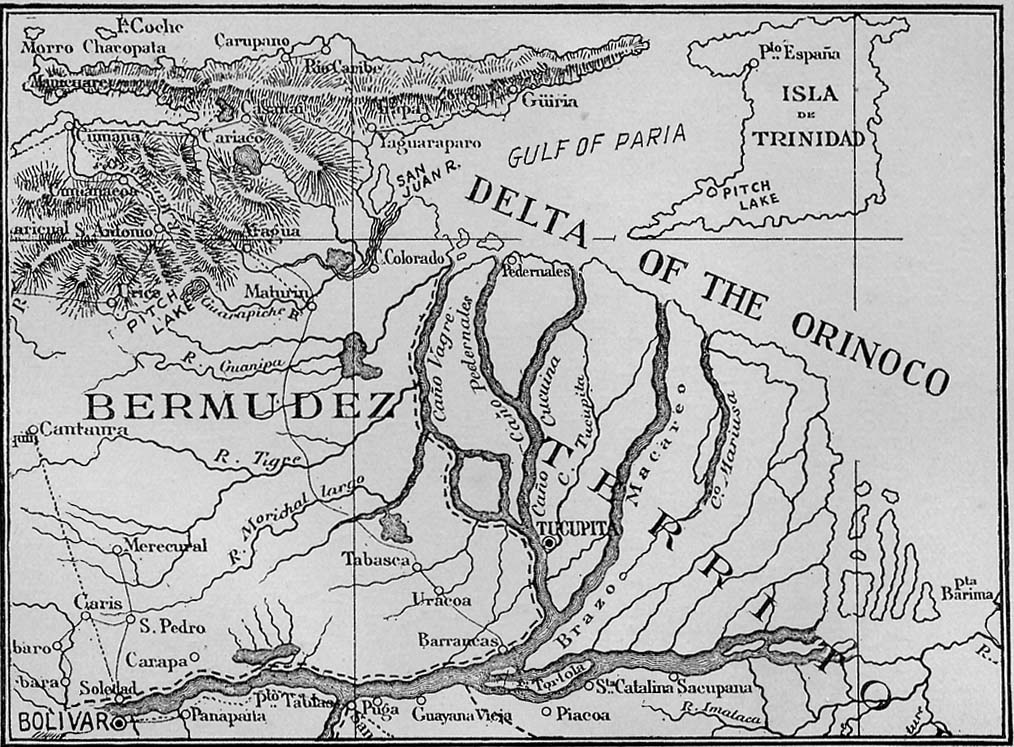
Mapa del Bajo Orinoco (1897)

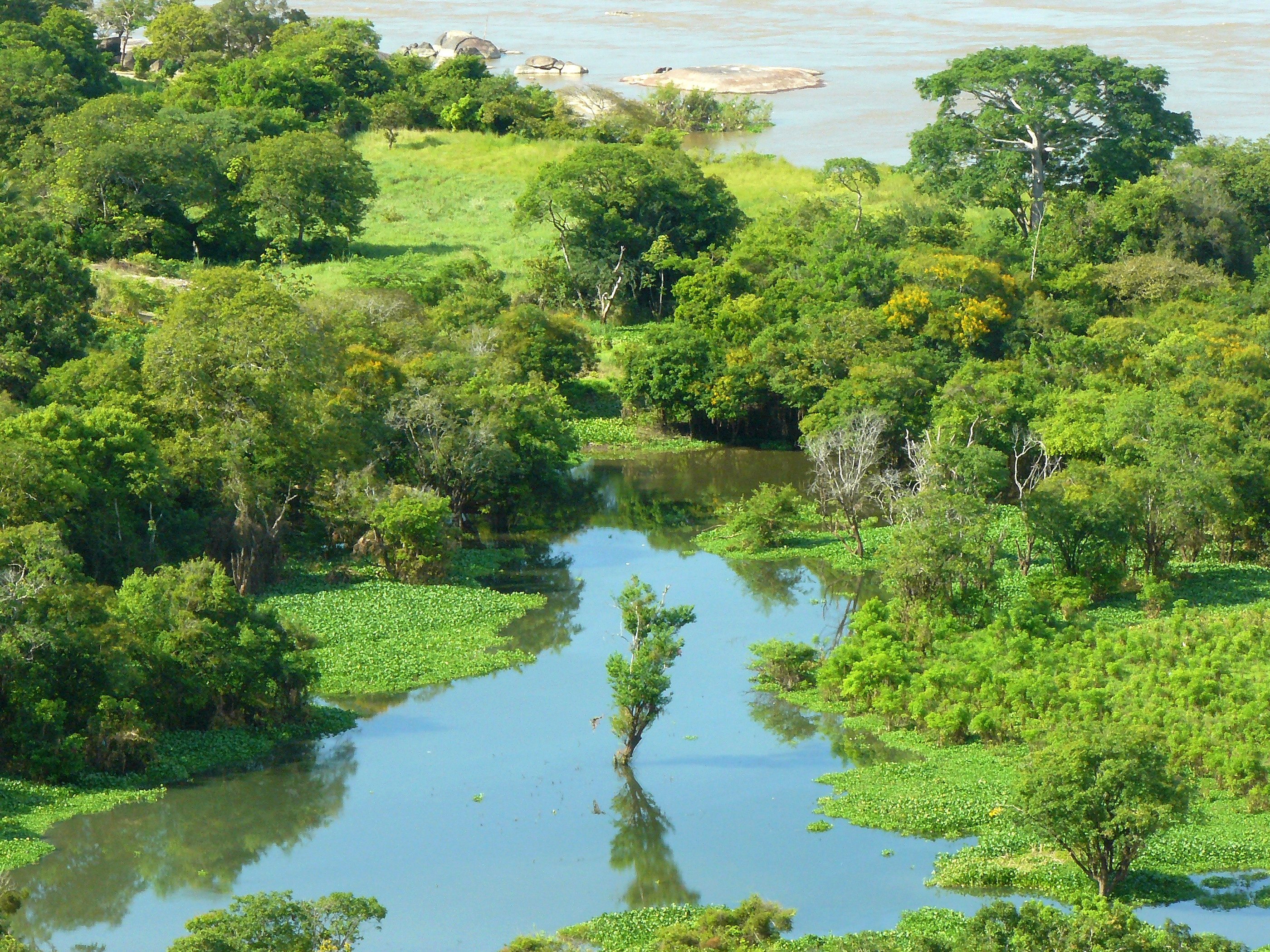
Pequeño Caño, río Orinoco, Estado Amazonas.

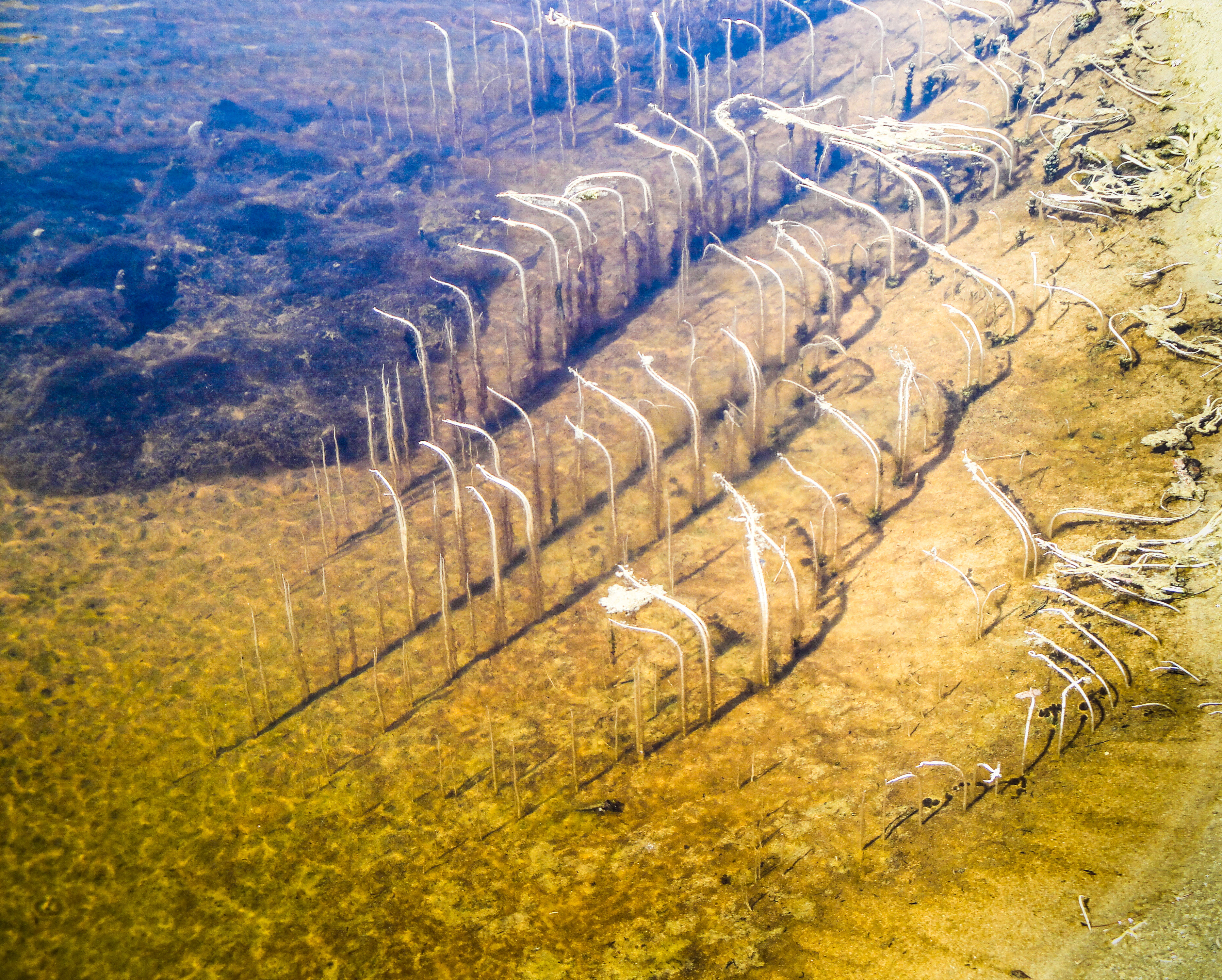
Río Orinoco entre Caicara y Cabruta.

Aunque la desembocadura del Orinoco en el océano Atlántico fue documentada por Cristóbal Colón el 1 de agosto de 1498, durante su tercer viaje, su nacimiento es en el cerro Delgado Chalbaud en el este del estado Amazonas cerca de la frontera con Brasil, solamente fue explorado por primera vez por los no indígenas en 1951, 453 años más tarde. La fuente, localizada en la frontera entre Venezuela y Brasil, a 1047 m de altitud (02°19′05″N 63°21′42″O / 2.31806, -63.36167), fue explorada en 1951 por un equipo conjunto franco-venezolano liderado por Franz Risquez Iribarren, Mayor del Ejército de Venezuela.
El explorador español Diego de Ordás fue el primer europeo en recorrer el Orinoco, entre junio y agosto de 1531, desde su delta hasta su confluencia con el Meta.
El delta del Orinoco y sus afluentes en los llanos orientales, como el Apure y Meta, fueron explorados en el siglo XVI por expediciones alemanas dirigidas por Ambrosius Ehinger y sus sucesores. En 1531, Diego de Ordaz, partiendo de la corriente principal en el delta, la Boca de Navíos, remontó el río hasta su confluencia con el Meta. Antonio de Berrío navegó aguas abajo por el Casanare hasta alcanzar el Meta, que también descendió hasta llegar luego al Orinoco, que continuó de regreso a Santa Ana de Coro.
Alexander von Humboldt exploró la cuenca en el año 1800, informando sobre los delfines rosados de río, y publicando extensamente sobre su flora y fauna.

## Geografía

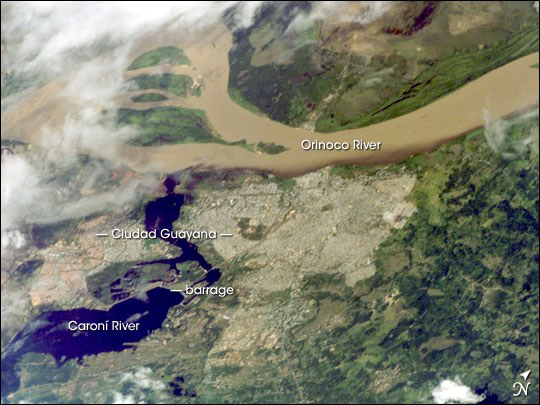
El Orinoco en su confluencia con el río Caroní (parte inferior izqda.)

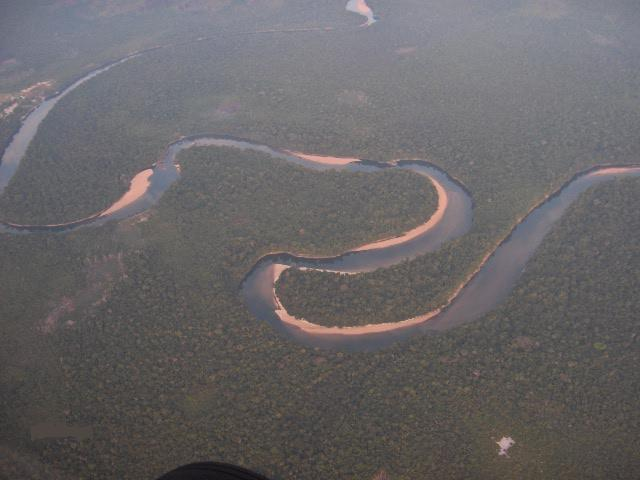
El Orinoco en el estado de Amazonas.

El río Orinoco nace en Venezuela, en el Estado Amazonas, y a partir de la confluencia con el río Guaviare forma frontera con Colombia hasta la confluencia con el Meta, a partir del cual separa los estados venezolanos de Apure, Guárico, Estado Anzoátegui y Monagas, por la izquierda, del Estado Bolívar, a la derecha. Cuando empieza el delta, se abre formando el Estado Delta Amacuro, ubicado entre Monagas a la izquierda del caño Mánamo y, por el lado derecho, el Estado Bolívar y Guyana, aunque en este último sector, solo sería válido si se considera al río Amacuro (que es el que forma frontera) como un afluente del Orinoco.
El curso del Orinoco dibuja un amplio arco elipsoidal que rodea el Escudo Guayanés, primero hacia el noroeste, luego hacia el oeste —hasta la triple confluencia con el Guaviare y el Atabapo—, después al norte —marcando en su punto más importante de fauna y flora, la frontera venezolana con Colombia hasta la confluencia con el Meta— y finalmente en dirección estenoreste hasta el océano Atlántico —a partir de la confluencia con el Apure. Se puede considerar su curso dividido en cuatro tramos de longitud desigual que, aproximadamente, se corresponden con la zonificación longitudinal típica de un gran río:
- Alto Orinoco, de 242 km de longitud, un tramo que va desde su cabecera en Venezuela —en el cerro Delgado Chalbaud, en la serranía Parima, ubicado al sur del estado Amazonas— hasta los rápidos de Raudales de Guaharibos en el que fluye a través de un paisaje montañoso en dirección noroeste;

- Medio Orinoco, de 750 km de largo, un tramo dividido a su vez en dos sectores: el primero de ellos, de unos 480 km, en el que el río discurre en dirección general oeste hasta la confluencia con los ríos Atabapo y Guaviare en San Fernando de Atabapo; el segundo, de unos 270 km, en que fluye hacia el norte junto a la frontera venezolano-colombiana, flanqueado a ambos lados por los afloramientos graníticos más occidentales del Escudo Guayanés, que impiden el desarrollo de una llanura de inundación, llega hasta los rápidos de Atures, cerca de la confluencia con el río Meta en Puerto Carreño por lo cual a nivel internacional es principalmente asociado al territorio colombiano;

- Bajo Orinoco, de 959 km de largo, un tramo con una llanura aluvial bien desarrollada en que el Orinoco fluye en dirección noreste, desde los rápidos de Atures hasta Piacoa, frente a la ciudad de Barrancas;

- Delta Amacuro, de 200 km de largo, en el que el río desemboca en el golfo de Paria y el Atlántico formando un gran delta ramificado en cientos de ramales, denominados caños, que cubren una zona de selva húmeda y bosques pantanosos de entre 22 500-41 000 km² y 370 km en su punto más ancho. En la temporada de lluvias, el Orinoco puede aumentar hasta una anchura de 22 km y una profundidad de 100 m. La región de llanuras aluviales al norte del río, cuya altitud no supera los 100 m s. n. m., se inunda en esa época de lluvias, dejando el resto del año terrenos cuya vegetación es de pastizales intertropicales de sabana.

El Orinoco es navegable en prácticamente toda su extensión, permitiendo tráfico de barcos oceánicos hasta Ciudad Orinoco y Ciudad Bolívar, donde se encuentra el puente de Angostura, a 435 km de la desembocadura.
La mayoría de los ríos venezolanos importantes son afluentes del Orinoco, siendo el más caudaloso el río Caroní, que se le une en Ciudad Guayana, cerca del salto La Llovizna. El río Guaviare es uno de los principales tributarios del Orinoco, y el más austral. Si el nacimiento del Guaviare se tomara como el nacimiento del Orinoco, la longitud oficial de este sería 2800 km.
Una peculiaridad del sistema fluvial del Orinoco es el canal o río Casiquiare, que comienza como un brazo del Orinoco, y que encuentra su camino hacia el río Negro, un afluente del Amazonas, formando así un canal natural entre las cuencas del Orinoco y del Amazonas.

### Delta del Orinoco
El delta del Orinoco, formado en la desembocadura del río, es uno de los más grandes del mundo. Su extensión hizo pensar a los primeros exploradores españoles que se trataba de un mar. Se encuentra en el estado Delta Amacuro, al este de Venezuela. Se considera un lugar de gran riqueza paisajística por la gran variedad de flora y fauna que alberga. Inspirándose en el pensamiento de Heródoto, el deltano Domingo Ordaz dice que el delta es un «presente del Orinoco», refiriéndose al conjunto de islas y caños situados en la zona cercana a la desembocadura. Considerar al delta como un presente del Orinoco no solo sirve de manera metafórica, sino que se plasma en la realidad pues la mayoría de las islas que la conforman, son el producto de la constante acumulación de materiales que el Orinoco ha arrastrado a través de su existencia milenaria, con el aporte de sus afluentes y en la medida que el mar fue retirándose de las estribaciones de la Sierra Imataca, hasta donde había penetrado, formando un inmenso golfo con una boca aproximadamente de 350 km. No todas sus islas son producto de la acumulación de sedimentos, sino que también fueron formadas por la acumulación de lodo proveniente de erupciones de volcanes de lodo como es el caso del cerro Cedral ubicado en Capure y en la isla Cotorra y de Plata, situadas al norte de Pedernales. La formación del delta se remonta en el tiempo a la Era Terciaria, miles de años antes constituía un espacio geográfico cubierto por el mar, pero debido a la acción de las corrientes marinas se dio el retiro de las aguas del mar produciéndose el delta. El clima se caracteriza por presentar una temperatura media de 26,7 °C, la máxima media es de 32,3 °C y la mínima media es de 23 °C. La pluviosidad alcanza desde 900 hasta 2500 mm, entre mínimas y máximas respectivamente.
Los vientos alisios del noreste y sudeste, al ponerse en contacto con tierras deltanas producen el viento este-oeste que avanza por el cauce del Orinoco. Durante la crecida se observa la presencia del llamado viento barinés, el cual se desplaza siguiendo la misma dirección del Orinoco. En la época de menor precipitación pluvial actúan en la zona los vientos llamados «nortes». Debido a la influencia de las mareas que se producen en el Atlántico, se eleva y baja el caudal de aguas del río Orinoco y los caños del delta. La acción mediante la cual la marea entra y cambia la dirección del río y su red de caños se llama flujo y la salida o descenso del agua permitiendo que la corriente del río y caños tomen su dirección normal se le denomina reflujo. Cuando el flujo alcanza su nivel máximo hace posible que el agua salada se desplace hacia el interior del delta por sus caños, los cuales se desbordan y anegan las tierras adyacentes facilitando la formación de grandes manglares, ubicados en las áreas cercanas a la costa atlántica. Las mareas constituyeron un valioso recurso para la navegación por el Orinoco y sus caños, en la época que no existían motores. También se utilizan para capturar peces en arterias fluviales de poca longitud y escaso caudal, para ello se tapan las bocas de estas y al bajar la marea se facilita la pesca. Ejerce una importante función de limpieza, durante su reflujo, donde las casas se hallan construidas sobre pilotes de madera, en las rancherías aborígenes y centro poblados que se encuentran ubicados en las zonas de los caños.
El delta es citado en el título original de la novela Robinson Crusoe (Daniel Defoe, 1719), tal como aparece en la portada de su primera edición es La vida e increíbles aventuras de Robinson Crusoe, de York, marinero, quien vivió veintiocho años completamente solo en una isla deshabitada en las Costas de América, cerca de la Desembocadura del Gran Río Orinoco; habiendo sido arrastrado a la orilla tras un naufragio, en el cual todos los hombres murieron menos él. Con una explicación de cómo al final fue insólitamente liberado por piratas. Escrito por él mismo.

### Afluentes
Los principales afluentes del Orinoco son, en dirección aguas abajo:
- en territorio venezolano:

- río Casiquiare (326 km), que no es un afluente sino lo contrario, un efluente, por la margen izquierda, que se dirige hacia el oeste hasta alcanzar el río Guainía que toma el nombre de río Negro (afluente del Amazonas) a partir de esta confluencia;
- río Ventuari (520 km), por la derecha, llegando desde el este de Venezuela (Guayana Highlands) en dirección norte;
- río Atabapo, por la izquierda, llegando desde el escudo guayanés tras formar la frontera Colombia-Venezuela

- En territorio colombiano:
- río Guaviare (1550 km), por la izquierda, llegando desde el este de Colombia y que tiene como principal afluente al largo río Inírida (1300 km);

- río Vichada (580 km), por la izquierda, llegando desde el este de Colombia;
- río Tomo (560 km), por la izquierda, llegando desde el este de Colombia;
- río Meta (1050 km), por la izquierda, llegando desde el este de Colombia;

- En territorio fronterizo

- río Cinaruco (480 km);
- río Capanaparo (650 km), por la izquierda, llegando desde Colombia;
- río Arauca (1050 km), por la izquierda, llegando desde Colombia;
- río Apure (1000 km), por la izquierda, llegando desde el este;
- río Guárico (525 km);
- río Caura (723 km), por la derecha llegando desde el escudo guayanés en dirección norte;
- río Caroní (700 km), por la derecha llegando desde el escudo guayanés del norte de Venezuela y que tiene como subafluente al río Carrao, donde se encuentra la caída de agua más alta del mundo, el Salto Angel.

## Geografía física

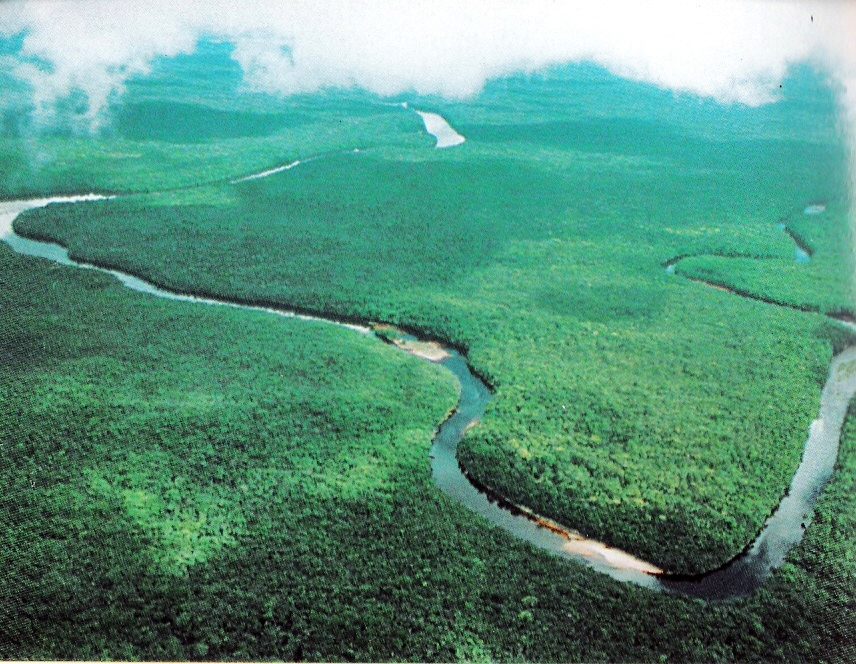
Vista del parque nacional Mariusa.

La cuenca del río Orinoco sintetiza las tres grandes formas de relieve que existen en la naturaleza: macizos antiguos y escudos por un lado, cordilleras de levantamiento reciente (es decir, del Terciario) por el otro, y depresiones tectónicas y cuencas o llanuras de acumulación, en tercer lugar. Cada una de estas formas del relieve tiene sus características propias, pero también sus semejanzas con regiones naturales similares de otras partes del mundo. Para un país cualquiera, y más si nos encontramos en la zona intertropical, representa una gran ventaja ecológica y económica tener representadas en su territorio estas tres formas del relieve y en toda América, solo Canadá y los Estados Unidos además de Venezuela y Colombia, que en su territorio tiene una parte reducida del escudo guayanés, presentan una disposición geológica similar. Si definimos la cuenca del Orinoco como una región natural, debemos comenzar por establecer las características geográficas que la definen, como son la extensión, el relieve, el clima, la hidrografía, la vegetación, los suelos, y los recursos minerales, temas que se presentan a continuación, de manera resumida.

### Extensión
La cuenca del Orinoco tiene una superficie de casi 989 000 km², de los que 643 480 km² (el 65 %) quedan en territorio venezolano, y el 35 % restante queda en territorio colombiano, en los Llanos y la vertiente oriental de la Cordillera Oriental, un tramo de la gran Cordillera de los Andes. Esta región colombiana recibe el nombre de Orinoquía. De la parte localizada en Venezuela, algo más de la mitad se extiende desde los Andes venezolanos y la Cordillera de la Costa hasta la ribera noroccidental del propio río Orinoco (la margen izquierda), formando la mayor parte de los Llanos venezolanos y el Delta del Orinoco. Y la parte sur de la cuenca recoge la mayor parte de las aguas que proceden de la Guayana Venezolana.

### Relieve

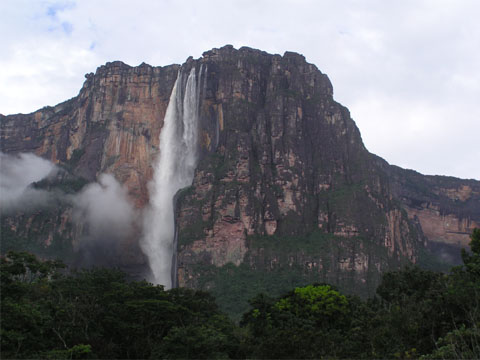
El Salto Ángel.

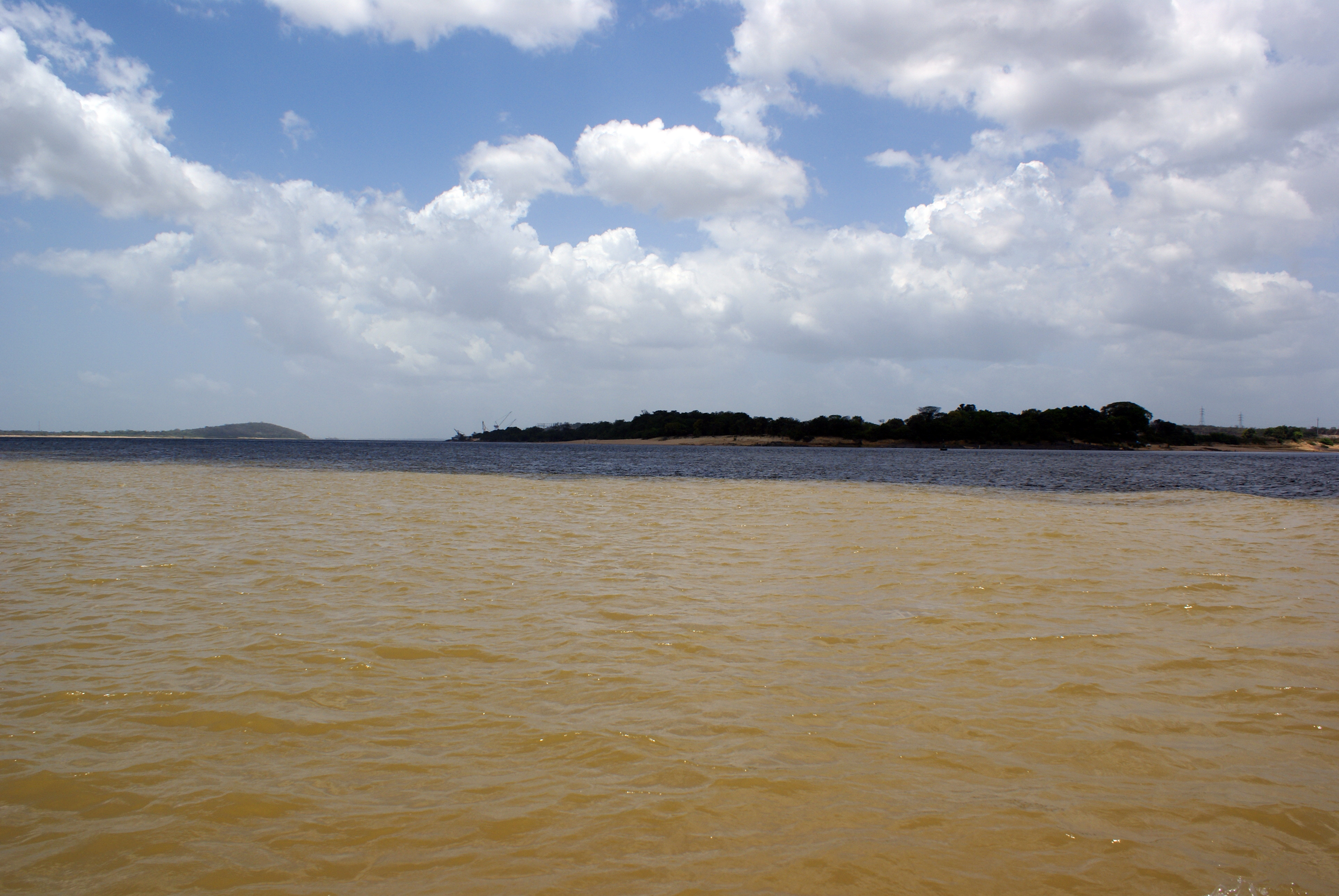
Unión de las aguas del Orinoco con el Caroní.

Desde el nacimiento del Orinoco en el cerro Delgado Chalbaud 1047 m s. n. m. hasta su desembocadura, el Orinoco describe un gran arco y su cuenca se extiende como un abanico, razón por la cual la parte noroccidental de la cuenca es algo más extensa que la sudoriental. Como ya se ha indicado, las dos subregiones de la cuenca tienen caracteres bastante distintos, debido a las diferencias en cuanto a su constitución geológica. La máxima altura de la cuenca se encuentra en la Sierra Nevada del Cocuy, en Colombia (más de 5000 m s. n. m.), la cual forma parte de la cordillera Oriental de los Andes de Colombia.
El borde noroeste de la cuenca estaría formado por las vertientes andinas colombo-venezolanas y las laderas meridionales de otros relieves montañosos del norte de Venezuela, mientras que el borde meridional de la cuenca estaría marcado, en su mayor parte, por la divisoria de aguas entre el Orinoco y el Amazonas, la cual está ubicada sobre el macizo guayanés. Entre ambos bordes se extienden la Guayana Venezolana en la margen derecha del Orinoco y los Llanos, tanto colombianos como venezolanos, en la margen izquierda. Como vemos, el propio río Orinoco marca nítidamente el límite natural entre estas dos regiones; podría decirse que el Orinoco es una de las fronteras naturales más notables que existen en el mundo, aunque este hecho tiene una sencilla explicación: los ríos llaneros tienen una pendiente escasa y han ido construyendo durante millones de años una llanura de acumulación con los sedimentos que acarrean desde las cordilleras donde nacen. Y son estos sedimentos los que empujan el cauce del Orinoco contra el propio escudo guayanés.
La Guayana venezolana constituye, al contrario que los Llanos, una superficie de erosión. De la combinación de estas dos fuerzas que modifican el relieve, una constructiva, la sedimentación y otra destructiva, la erosión, surge la situación actual en la que el río marca el límite entre las dos regiones. Este límite presenta algunas excepciones ya que, en algunos trechos pueden verse cerros redondeados de origen granítico (y que, por lo tanto, son relieves guayaneses) en la margen izquierda del Orinoco, es decir, en el borde de los Llanos. Y frente a Ciudad Bolívar puede verse, sobre todo en la época de aguas bajas, uno de estos cerros redondeados de granito en el propio centro del río: se trata de la Piedra del Medio, donde pueden verse los distintos niveles alcanzados habitualmente por las aguas del río, expresados en la distinta coloración del granito. Las areniscas de la Guayana venezolana (de la Formación Roraima) se han venido transformando en arena por la erosión que, aunque nunca fue muy intensa por la extraordinaria resistencia de las rocas, sí ha sido muy duradera (más de 1000 millones de años), por lo cual la cobertura sedimentaria ha venido transformándose en un relieve invertido que forma los tepuyes. Las arenas procedentes de este proceso erosivo, han venido depositándose en la margen izquierda del río, sobre todo, en los Llanos Bajos del estado Apure, entre los ríos Meta y el propio Apure. No se depositaron en la orilla derecha porque allí el relieve es más alto.
A su vez, estas arenas han venido a crear un ecosistema único en el mundo: un extenso campo de dunas (ocupa unos 30 000 km²) que tiene la particularidad de que no se trata de un clima desértico sino de un clima de sabana en un paisaje de pastos naturales que se alternan con algunas selvas de galería, ríos caudalosos y médanos de más de 100 km de longitud y hasta 20 m de altura. Algunos de estos médanos son utilizados por los llaneros para establecer en ellos las queseras, con lo que, además de procesar parte de la leche, se va preparando a un grupo de reses para que vayan al frente de la manada (lo que en los Llanos se denomina la madrina del rebaño). También sirven para que el ganado se refugie de las inundaciones. Así pues, este ecosistema tan curioso y pintoresco, es el resultado del modelado eólico en un clima de sabana. No se trata, como se señala en el Atlas de Venezuela. Una imagen espacial (conocido también como el Atlas de PDVSA), de un ecosistema de «paleodunas» formado en un ambiente con un clima mucho más seco que el actual, sino de un mecanismo de formación de dunas que actúa solo durante la época de sequía ya que, al bajar el nivel de las aguas del Orinoco por el estiaje de los ríos, especialmente, de los que proceden de los Llanos, se quedan unas extensas playas de arena muy fina, que los vientos alisios muy pronto van trasladando hacia el sureste formando lo que ahora constituye el parque nacional Santos Luzardo, nombre tomado de uno de los personajes principales de la famosa novela Doña Bárbara, de Rómulo Gallegos.

## Región natural Sistema Deltaico

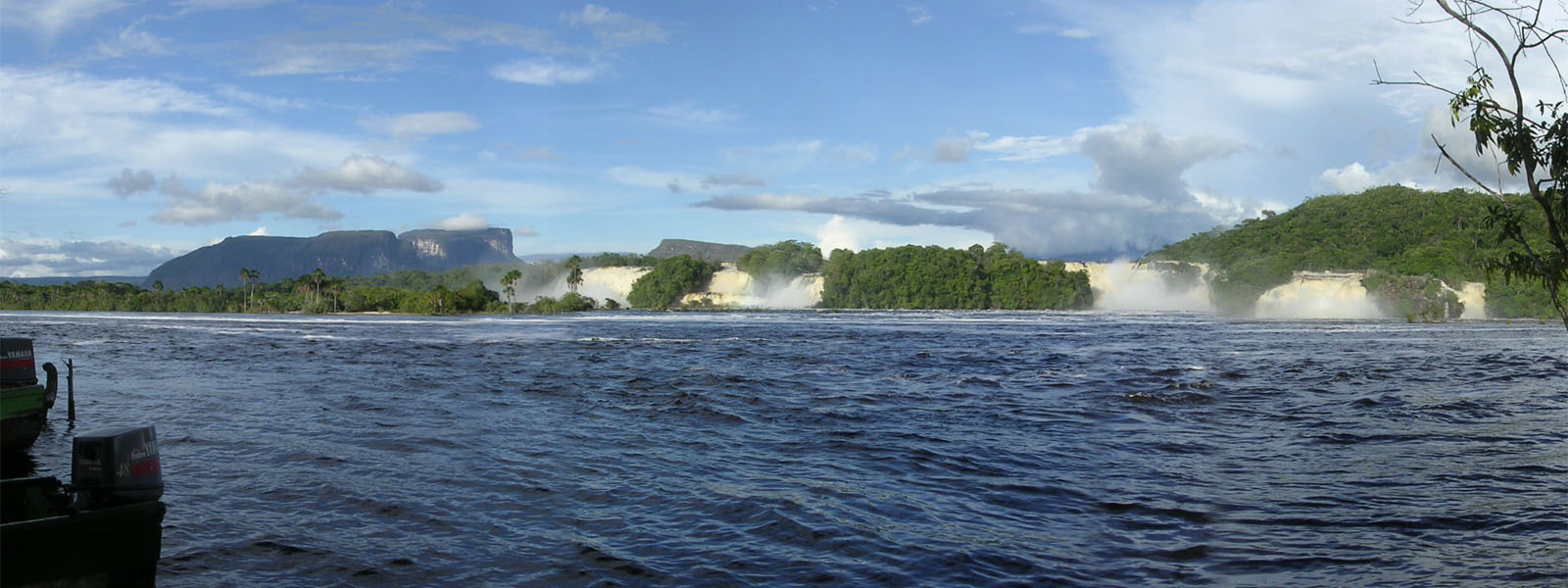
Vista de Cascadas, en el parque nacional Canaima.

La Región natural Sistema Deltaico es una de las nueve regiones naturales de Venezuela. Esta posee una extensión de 32 000 km² que está situada al este de Venezuela entre los Llanos bajos de Monagas, el Macizo Guayanés y el océano Atlántico.
Es una región que se encuentra en proceso de consolidación de escasa altura y poco desnivel, por lo cual se encuentra frecuentemente inundada e invadida por las mareas en las cercanías del mar, con abundancia de lagunas, ciénagas, numerosas islas e innumerables brazos y caños o canales. Constituye el delta de la desembocadura del río Orinoco y de ahí viene su nombre.

## Fauna
El Orinoco es el hábitat de gran cantidad de especies. El estado actual de conocimiento de su flora y fauna (insectos, peces, herpetos, aves y mamíferos). Las especies más destacadas son clasificadas de la siguiente manera Mamíferos, el boto o delfín Rosado (Inia geoffrensis), Jaguar (Panthera onca), Capibara (Hydrochoerus hydrochaeris), Oso Palmero (Myrmecophaga tridactyla), Nutria (Lutrinae), en los Reptiles El Cocodrilo del Orinoco (Crocodylus intermedius), la Anaconda (Eunectes), Iguana (Iguana iguana), Lagartos (Teiidae), Babillas (Caiman crocodilus), en los Anfibios la Tortuga Morrocoy o de patas rojas (Chelonoidis carbonaria), Tortuga Motelo o de patas amarillas (Chelonoidis denticulata), Tortuga Cabezona (Peltocephalus dumerilianus),(Podocnemis erythrocephala)Ranas, Sapos entre otros,  peces como la piraña Caribe (Pygocentrus cariba), Surapire (Myleus schomburgkii) Cachama Negra (Colossoma macropomum), Bagre Dorado (Brachyplatystoma rousseauxi). Esta región por las explotaciones petroleras o el cultivo de la Palma áfricana ha causado grandes sequías, de las cuales se destaca en el Departamento de (Casanare) de la  (República de Colombia) en el municipio de (Paz de Ariporo) en el año 2014.

## El fenómeno hidrológico del «macareo»
La palabra «macareo» designa a un rápido y ruidoso oleaje de las aguas en un curso fluvial que desemboca en el mar, debido a la irrupción de las aguas marinas durante las mareas en su fase de pleamar y es el término empleado en el delta del río Orinoco en Venezuela al noreste de América del Sur. El macareo más conspicuo es el llamado en lengua tupí-guaraní pororoca, estruendo que se produce en la desembocadura del río Amazonas. El macareo o, con mayor propiedad, la entrada de las aguas marinas durante el pleamar, es el fenómeno que explica lo intrincado de la red fluvial en el delta, ya que muchos de los caños constituyen aliviaderos momentáneos para las aguas marinas. Por ello siempre fue motivo de asombro para los españoles el sentido de orientación que tienen los waraos cuando navegan por el delta, incluso de noche cuando se guían por las estrellas. Recordemos que la mayoría de los caños o brazos del delta tienen numerosos meandros formando círculos casi completos y, además corrientes contrapuestas de acuerdo con la fase de las mareas: durante el pleamar, la corriente se dirige río arriba y poco tiempo después sucede lo contrario.

## Importancia económica
En la actualidad, la cuenca es explotada en el aspecto forestal, siendo Ciudad Bolívar capital del Estado Bolívar el gran centro comercial conjuntamente con Ciudad Guayana. Asimismo se explotan yacimientos de hierro en toda la zona de confluencia con el río Caroní, en el Cerro Bolívar y el cerro San Isidro. Los puertos de Palúa y los puertos de atraque de las empresas básicas en Ciudad Guayana son los centros de manejo y embarque del mineral de hierro. Por otro lado, en la margen izquierda, se extraen hidrocarburos, que se transportan desde la población de El Tigre hasta el Complejo Industrial José y Puerto La Cruz mediante oleoductos y gasoductos. Es asimismo de cierta importancia la explotación del oro en las minas de El Callao y el Arco Minero. Las ciudades próximas al río son sedes de empresas mineras, metalúrgicas e hidroeléctricas las cuales han evolucionado como una pujante región bien planificada, incluyendo empresas básicas como Alcasa, Venalum, Carbonorca (productoras de aluminio primario, alúmina y ánodos de carbón para la industria del aluminio, respectivamente), Bauxilum y Ferrominera (extracción, procesamiento y comercialización de bauxita y mineral de hierro) y la Siderúrgica del Orinoco (acero). En Ciudad Guayana tienen su sede la empresa Electrificación del Caroní, C. A. (Edelca) y la Corporación Venezolana de Guayana. Edelca construyó, opera y administra la Central Hidroeléctrica Simón Bolívar (esta última es, por ahora, la tercera más grande del mundo, en cuanto a capacidad de generación hidroeléctrica se refiere, y dio origen al embalse de Guri, el segundo lago más grande de Venezuela, ubicado a unos 80 km aguas arriba de su confluencia con el Orinoco. Edelca también maneja varias centrales hidroeléctricas sobre el río Caroní: Macagua I, Macagua II y Caruachi, las tres ubicadas dentro del límite urbano de Ciudad Guayana.

## Puentes
El puente de Angostura sobre el Río Orinoco en la región de Guayana, Venezuela fue diseñado y construido por el ingeniero Paul Lustgarten, oriundo de la misma región, e inaugurado el 6 de enero de 1967 por el presidente Raúl Leoni. Al momento de su finalización era el noveno puente colgante del Mundo y primero de Latinoamérica. Está localizado a cinco kilómetros de Ciudad Bolívar y de Ciudad Orinoco, conectando los estados Estado Anzoátegui y Bolívar. Tiene una longitud de 1678,5 metros, cuatro canales de tráfico a una altura de 17 metros, 14,6 metros de ancho, en su punto más alto se eleva a 57 metros por encima del río, y posee dos grandes torres de acero que soportan el tendido de los cables y miden 119 m de altura.
El Puente Orinoquia como fue bautizado el día de su inauguración, es un puente atirantado de hormigón y acero construido cerca de Ciudad Guayana, en el sur de Venezuela. Une los estados Bolívar y Anzoátegui, convirtiéndose en la segunda estructura en ser levantada sobre el río Orinoco después del puente de Angostura. Fue inaugurado el 13 de noviembre de 2006 bajo la coordinación de la Corporación Venezolana de Guayana y constituye un sistema vial mixto que también conecta a la región con el estado Monagas. La decisión final de su construcción comienza por órdenes del presidente de Venezuela Hugo Chávez en el año 2001. El diseño del puente es obra del ingeniero guayanés Paul Lustgarten (también diseñador del puente Rafael Urdaneta sobre el Lago de Maracaibo y el primero de Angostura). La compañía constructora fue la brasileña Odebrecht y el capital en su mayoría fue aportado por el estado venezolano, a través del FONDEN (Fondo de Desarrollo Nacional). Tiene una extensión de 3156 metros, cuatro torres principales de 120 m de altura, 39 pilas, dos estribos, 388 pilotes, una altura libre sobre el nivel de aguas máxima de 40 metros y un ancho total del tablero de 24,7 metros, con cuatro canales de circulación más una trocha ferroviaria. Además posee:
- Enlace desde la autopista Ciudad Bolívar-Ciudad Guayana: 6 km y cuatro canales de 3,6 m;
- Enlace desde Los Pozos (Monagas): 35 km y dos canales de 3,60 m;
- Desde La Viuda (Anzoátegui) hasta el puente se recorrerán 125 km con dos canales de 3,6 m.

El puente mixto (carretero-ferroviario) sobre el río Orinoco es de tipo atirantado con configuración de abanico y torres en forma de H.
El transporte de la vía férrea facilita el transporte hacia el resto del país y los puertos de exportación de los productos de hierro, acero, aluminio y madera de la región Guayana. En principio se estimó una inversión de 480 millones de dólares para realizar el proyecto Sistema Vial Puente Mixto sobre el Río Orinoco, pero en la actualidad el costo final ronda los 1000 millones de dólares, por las obras conexas, y por problemas que surgieron durante la construcción. 886 millones fueron destinados para la construcción del puente, 270 millones para los 166 km de vía conexa y los cuatro distribuidores viales, mientras que para los seis puentes anexos se invirtieron 127 millones de dólares.

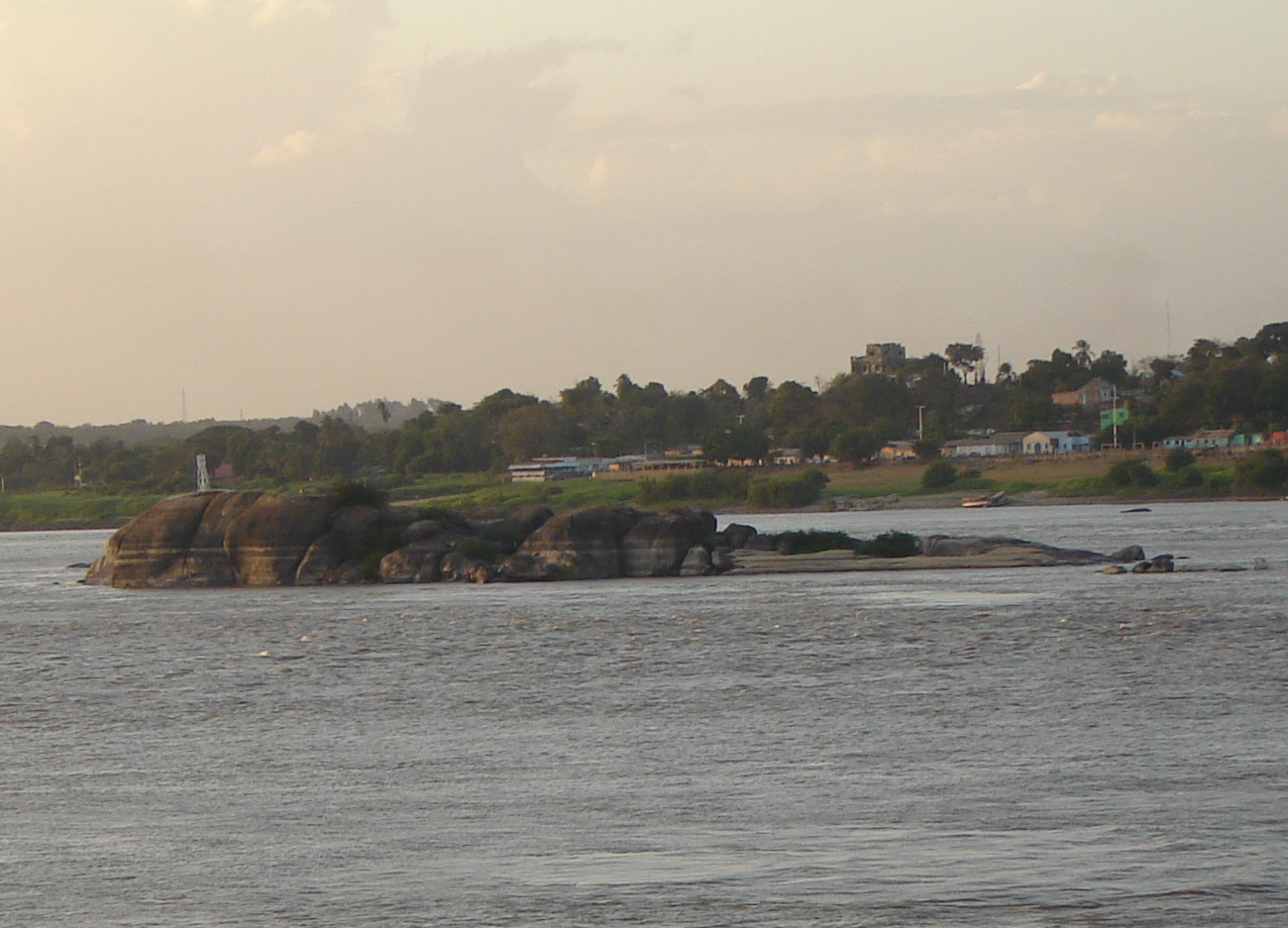
La Piedra del Medio, en el río Orinoco, denominado como un "Nilómetro" del Orinoco por Alexander Humboldt.

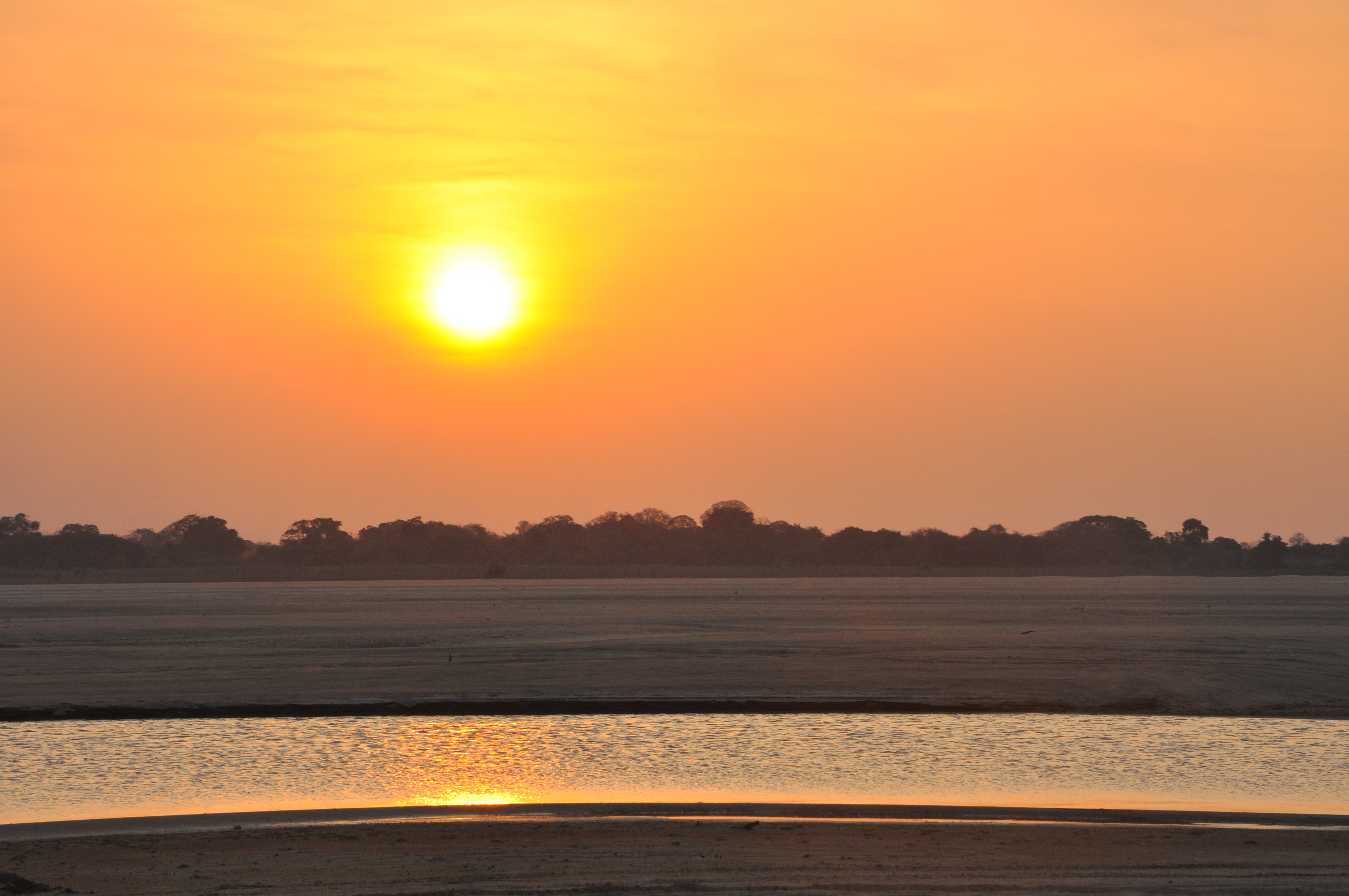
Río Orinoco al atardecer en los Llanos Venezolanos.

Actualmente Odebrecht construye el tercer puente sobre el río Orinoco y se estima finalizar las obras en el 2013; sin embargo 12 años después sigue la obra inconclusa.

## El Orinoco en la cultura

### En la literatura
Según Alejo Carpentier, «el Orinoco es una materialización del tiempo en las tres categorías agustinianas, tiempo pasado (el tiempo del recuerdo), tiempo presente (tiempo de la intuición) y tiempo futuro (tiempo de la espera)». También es usado como lugar donde se desarrolla la obra de Julio Verne, "El soberbio Orinoco",una de las pocas que tienen lugar en Sudamérica.

### En el cine
- 1888, El Extraordinario Viaje de la Santa Isabel. Venezuela. 2005
  - Guion: Gustavo Michelena y Alfredo Anzola.
  - Dir.: Alfredo Anzola.
  - Int.: Marco Villarrubia (Jules Verne), Kristin Pardo (Juana de Kermor), Ronnie Nordenflycht (Conde Stradelli), Elba Escobar (Honorine Verne).

Es una película basada muy libremente en el libro El soberbio Orinoco de Jules Verne.
- Orinoko, Nuevo Mundo (1984). Dirigida por Diego Rísquez.
- Orinoco, el prisionero del sexo (1980). Dirigida por Edwardo Mulargia.
- La guerra de Murphy película británica de 1971, dirigida por Peter Yates. Protagonizada por Peter O'Toole y Philippe Noiret.
- El Hombre de la Furia (Más allá del Orinoco). Producción mexicano-venezolana de 1965 con Javier Solís y Miguel Ángel Landa.
- En busca del origen del Río Orinoco. Programa Expedición. (1993). Documental producido por Radio Caracas Televisión.

### En televisión
- Viaje a las Estrellas: Espacio Profundo Nueve  (Star Trek: Deep Space Nine) en la temporada 2, episodio 3 (El Bloqueo); T2 Ep4 (Procedimientos Invasores); T2 Ep.6 (Melora); T2 Ep.15 (Paraíso); T2 Ep. 21 (Maquis parte 2); T2 Ep. 26 (Jem'Hadar). T4 Ep. 9 (Bashir, nuestro hombre). Se hace mención de "Orinoco" como nombre de una de las naves de la estación espacial de la serie. Todas las naves tienen nombre de ríos importantes.
- The Expanse: Temporada 1, episodio 4. Mención de nave espacial de la tierra con ese nombre.
- Outer Banks: Temporada 3.

### En la música
- Enya, compositora irlandesa de música new age, tituló una de sus canciones más populares «Orinoco Flow», traducida como «La corriente del Orinoco».
- Betulio Medina tituló una de sus gaitas «Orinoco: Río Hermoso».

### En el sistema financiero venezolano
- El Banco del Orinoco, cuya oficina principal se ubicaba en Ciudad Guayana, Estado Bolívar, estuvo en servicio desde 1980 hasta 1998 cuando es adquirido por Corp Banca con el cual se fusionó.
- Seguros Orinoco. Esta compañía en 1999 es adquirida y fusionada por Seguros Mercantil, propiedad del banco homónimo.

### En el himno de Colombia
El Himno Nacional de Colombia hace referencia a la batalla en su tercera estrofa:

III
Del Orinoco el cauce
se colma de despojos;
de sangre y llanto un río
se mira allí correr.
En Bárbula no saben
las almas ni los ojos
si admiración o espanto
sentir o padecer.
Himno Nacional de la República de Colombia.